# Константин Джамбазов
Константин Джамбазов е български рок китарист, композитор и инструменталист.

## Биография
Константин Джамбазов е роден на 8 февруари 1971 г. във Варна. Свирил и творил в много рок групи:
- Хадес (1986 – 1988; 2010 – 2018 )
- Одесос (1988 – 1989)
- Тотал (1990 – 1993)
- Jekyll Hyde (1994 – 1998)
- Аметист (2001 – 2003)
- Фобос (2007 – 2013)

От 1994 г. работи и като студиен музикант заедно с пианиста, композитор и диригент Нелко Коларов (Импулс), Robin Gibb, Brazen Abbot.
Участва като китарист в трите авторски албума на Нелко Коларов – „Ден на Гнева“, „Среднощен концерт“, „Омагьосани картини“.
Участва като басист в прогресив-групата „Colobar – Behind the Veil Of Oblivion“ 2012. За кратко е работил с Митко Щерев, Орлин Горанов, Николо Коцев. Участва също и в концертни проекти с Орлин Горанов(2011 – 2013). Соло-певец и китарист в грандиозния концерт със симфоничен оркестър на Николо Коцев на 17 септември 2012 г. в зала „България“ в София с диригент Емил Табаков.
От средата на 2012 до края на 2013 година, като китарист на група „Фобос“, участва в поредица рок-концерти в България на Джо Лин Търнър (състояли се на 2 юни 2012 във Велико Търново, на 1 януари 2013 във Варна, на 6 май 2013 в Каварна, на 29 юни 2013 във Варна /Рок фест/, на 30 юни 2013 срещу 1 юли в Бургас, на 3 юли в Монтана).
От 2007 до 2014 работи с група „Фобос“ (с Нелко Коларов, Звездомир Керемидчиев – Ахат, Иво Иванчев).
От 2016г досега работи в Скандинавия с група “The real deal”(Мариела Добрева, Теодор Георгиев, Пламен “ДеЛаБона” Бонев, Антон Вишанов, Груди “Джери” Нейчев, Данаил Петков, Никола Николов и др.
През 2023 записва проект с рок кавъри на известни диско песни от 80те години ( Abba, Alphaville, Gazebo, Robbin Gibb, F. R. David, Limahl, Jermaine Jackson & Pia Zasora, Joe Esposito).
През 2023 е помолен от рок хроникьора Димитър Дженев от Чирпан да направи кавъри на две стари неизвестни български рок песни. Първата е “Залез” - на групата “Златни струни”( заради която получава адмирации от самия Иван Мишев и започва траен контакт с него). Втората е “Моя звезда” - на “Тангра” от периода, когато Александър Петрунов ( Гривната) им е вокалист. Той много харесва кавъра.
Има дългогодишни творчески отношения с поета Георги Венин, Иван Чешмеджиев и Венцислав Куцаров от “Турурутка”, както и два издадени съвместни албума с певецът Деян Неделчев - “Икебаната”.
Работи дълго време съвместно на живо и в студио с певеца Георги Шопов - победител в “Гласа на България” - 2020 г.
Има съвместни участия с акрьорът Христо Мутафчиев през 2016.
През май – 2018 година Константин Джамбазов е номиниран (от музиканта Юри Стойков) за престижната културна „Награда – Варна“, и я получава – за цялостно творчество в музиката.

## Дискография
Автор на 17 издадени соло – албума:
- Clearland – „Gift from Time“ 2004 (с Николай Райков (вокали) – Диана Експрес) – прогресив рок;
- „Precious Experiences“ 2006 (с Юлиан Христов (китари) и Иво Иванчев (ударни) – Елит, Аналгин) – инструментален рок, прогресив рок;
- „Nations“ 2007 – етно прогресив рок, инструментален рок;
- Аметист – „Миг от безкрая“ 2009 (с участието на Георги Шопов и Георги Кръстев – вокали) – вокален прогресив рок;
- „Humans and Gods“ 2009 – вокален концептуален албум, прогресив рок;
- „Emotion in Motion“ 2009 – инструментален рок, прогресив рок;
- „Вечен БГ рок“ 2010 – кавъри на известни български рок групи от 70-те и 80-те години на XX в.,
- „Back to the Roots“ 2010 – инструментален рок, прогресив рок, shred guitar;
- „JAMBONANA“ 2010 – акустичен албум в стила на Astor Piazzolla, Richard Galliano, Al Di Meola.
- „BUBBLES“ – 2014 – рок-фюджън китарен-инструментален.
- „Matter in the Nothingness“ – 2015 – мат метъл, мелъди дет метъл, прогресив – инструментален

“Talking to myself” - 2016 - арт прогресив рок - вокален
“Reborn” - 2020 - инструментален, китарен
”A look over my shoulder “ - 2021 - арт прогресив, вокален
“Faith and philosophy” - 2022 християнски метъл, вокален
”Тъмно пътешествие” - 2023 - спийд траш метъл, вокален
”Childhood dreams” - 2024 - хард рок, вокален
Автор на неиздаден албум с кавъри на известни групи и музиканти: Kansas, Queen, Foreigner, Chesney Hawkes, Yngwie Malmsteen, Stryper, Brian May, TNT, Michael W. Smith, Symphony X, Petra, Europe, Triumph, Styx.
През декември 2017 година излезе следващ авторски албум на К. Джамбазов в стил арт-прогресив рок – „Talking to Myself“ (с помощта на поетът Георги Венин), а през 2016 соловият албум на Павлин Нейчев (вокалистът на „Хадес“, песните са на К. Джамбазов), заглавието му е „Самаел – ангела на смъртта“.
И двата албума са издадени от японския лейбъл „Orphictone“.
Има още 11 реализирани албума, в които Константин Джамбазов има дейно участие:
- Virtuel – „I“ 2011 (с двама от бившите членове на групата „Jekyll Hyde“), издаден в Англия.
- „Virtuel“ – „Conception of Perception“ – 2013 (втори албум на групата). издаден в Япония.
- Хадес – „Radiation“ 2012 (втори албум на траш-прог групата).
- Хадес – „The Time“ 2014 (трети албум на траш-прог групата).
- Тотал – I – 2014, Тотал – II – 2016 г. (стара върненска пауър метъл група от 90-те, в която К.Джамбазов е свирил и писал песни). издадени в Япония.
- “Colobar” - “Behind the veil of oblivion “ - 2011 (свири на бас  в метъл прогресив албум на Ангел Ангелов, с вокалист - Carl Sentance - Nazareth).

Съавтор в албумите:
- Jekyll Hyde – „Return to the Revelation“ 1998
- Хадес 2010 (издаден в САЩ).
- ”Не спирай” - 2018 - арт поп рок (съвместно с Деян Неделчев ”Икебана”).
- ”Отново летим” - 2022 - арт поп рок ( съвместно с Деян Неделчев “Икебана”).